# USS Arleigh Burke (DDG 51)
Az USS Arleigh Burke (DDG 51) egy irányított rakétákkal felszerelt romboló, az első, névadó, egysége az Amerikai Haditengerészet által üzemeltetett Arleigh Burke osztálynak. Az osztályt Arleigh Burke tengernagyról nevezték el, aki a második világháború egyik leghíresebb amerikai rombolóparancsnoka volt. A hajó építését 1988-ban kezdték a Maine állambeli Bath városban, a Bath Iron Works hajógyárban. A hajót 1989. szeptember 16-án a tengernagy feleségének, Mrs. Arleigh Burke jelenlétében bocsátották vízre, és 1991. július 4-én Arleigh Burke tengernagy jelenlétében állították szolgálatba.

## Története

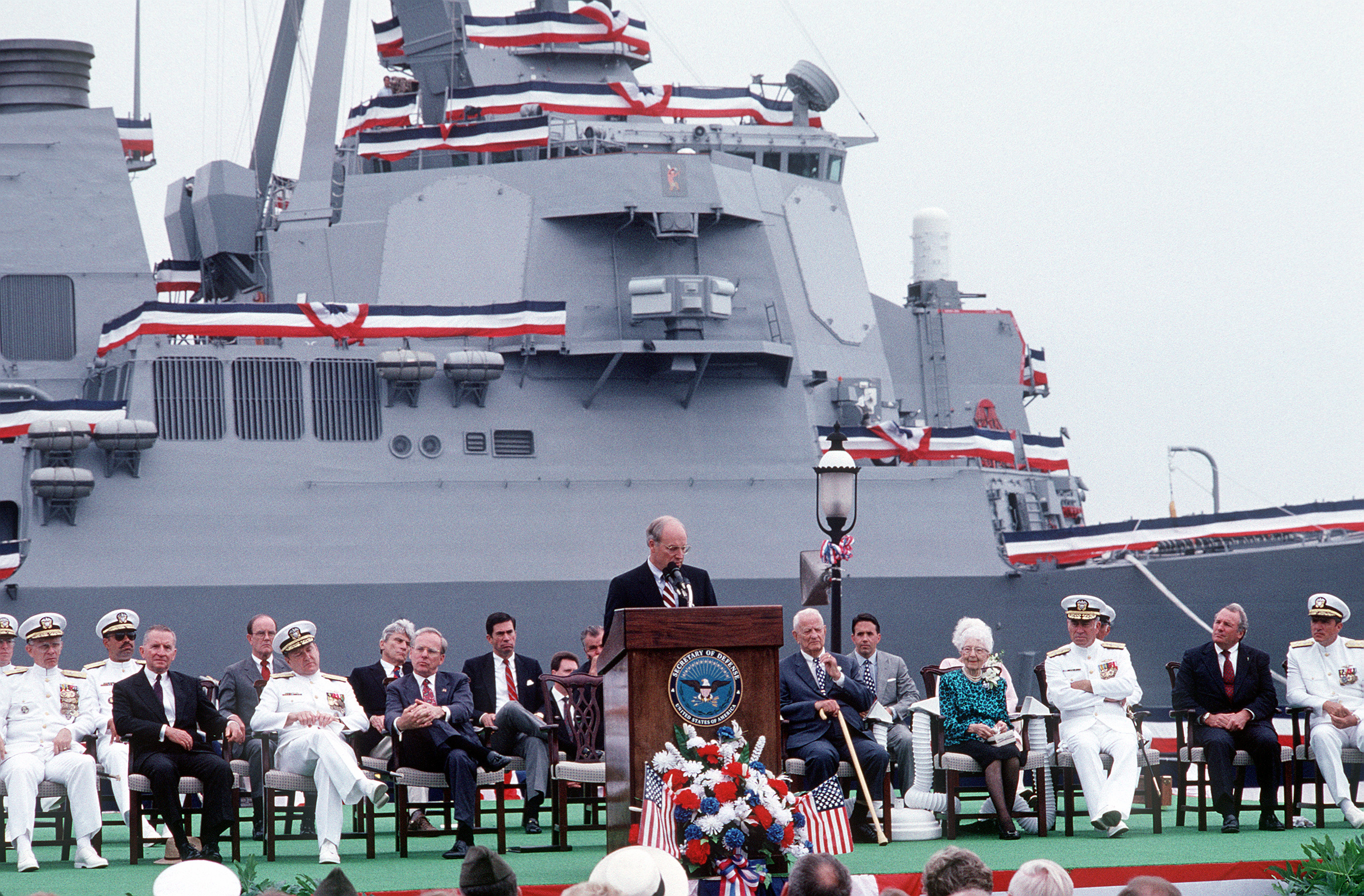
Dick Cheney amerikai védelmi miniszter beszédet mond az USS Arleigh Burke szolgálatba állítási ünnepsége során, 1991. július 4-én. Tőle balra foglal helyet Arleigh Burke tengernagy és felesége.

Az Arleigh Burke osztály tervezése során az amerikai haditengerészet figyelembe vette a Falkland-szigeteki háború alatt a Brit Királyi Haditengerészet által és a Ticonderoga osztályú cirkálók üzemeltetése során szerzett tapasztalatokat. Az új rombolóosztály kifejlesztésére az adott okot, hogy a Ticonderoga osztály egységei kezdtek túl drágák lenni és korszerűsítésük kezdett egyre nehezebb lenni.
Az Arleigh Burke tervezése során szakítottak a korábbi hajóépítési gyakorlattal, miszerint a hajó törzse acélból, a felépítmény alumíniumból készült és visszatértek a teljesen acélból készült építéshez. A hajó alakja követi a lopakodó technológia elveit.
A rombolót az AEGIS felderítő és fegyverrendszer köré építették, amely automatikusan képes a célpontok felderítésére, követésére és a kilőtt rakéták irányítására. A hajók elsődleges feladata a nagy repülőgép-hordozó anyahajók és kísérő hajó-harccsoportok védelme volt.
A hajó építésének kezdete előtt már folytak a tesztek a szárazföldön, elsősorban az AEGIS rendszer komponenseinek integrálása, illetve a hajtóműrendszer próbái. Az előzetes próbák után adta a haditengerészet a megrendelést az új osztály első egységének megépítésére.
Az USS Arleigh Burke építését 1988. december 6-án kezdték a Bath Iron Works hajógyárban, a Maine állambeli Bath városban. A hajót 1989. szeptember 16-án bocsátották vízre, majd 1991. július 4-én állt szolgálatba.
A szolgálatba állítás után és 1992-ben a hajó igen kiterjedt próbautakat tett, amelynek során a haditengerészet és a hajógyár mérnökei számos problémát hárítottak el. Az szükséges változtatások hatékonyságát természetesen csak további próbautak során tudták felmérni. A hajóosztály terveit a próbautak alapján módosították, és az Arleigh Burke osztály többi egysége már ennek alapján épült.
1993-tól az USS Arleigh Burke a Földközi- és az Adriai-tengeren teljesített szolgálatot, majd nagyjavítást végeztek rajta. 1995-től ismét a Földközi-tengerre vezényelték, ahol a Bosznia-Hercegovina felett létrehozott repüléstilalmi övezet betartásában vett részt.

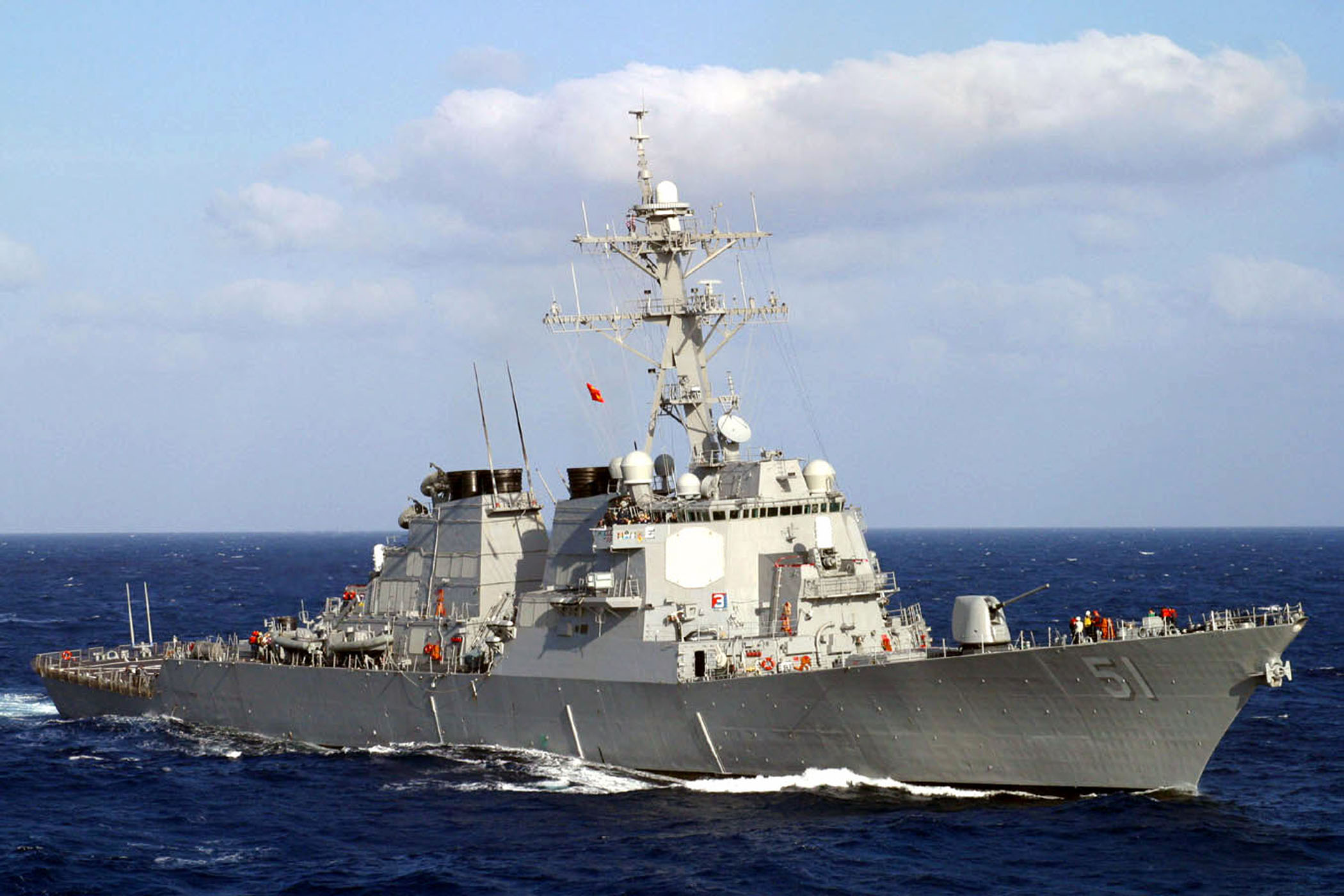
Az USS Arleigh Burke 2003-ban a Földközi-tengeren

Harmadik bevetésére 1998-ban került sor, amikor a Földközi-, Adriai-, Vörös- és a Fekete-tengeren számos amerikai, NATO és más hadgyakorlaton vett részt. 2000-2001-es bevetése során ismét visszatért a Földközi-tengerre, majd a Vörös-tengeren keresztül a Perzsa-öbölbe hajózott, ahol részt vett az Irak ellen hozott szankciók betartatásában, illetve hadgyakorlatokon vett részt.
2003-tól az USS Arleigh Burke a USS Theodore Roosevelt (CVN–71) repülőgép-hordozó által vezetett harccsoportba vezényelték, és részt vett az Enduring Freedom (Afganisztáni háború) és az Iraqi Freedom hadműveletekben. Ezek során az Arleigh Burke iraki célpontok ellen lőtte ki Tomhawk cirkálórakétáit, kereskedelmi hajókat kísért a Perzsa-öbölben, illetve kalózok elleni műveleteket is végrehajtott az Ádeni-öbölben.
2007-ben az Arleigh Burke majdnem zátonyra futott az Egyesült Államok keleti partvidékén, a Chesapeake Bay bejáratánál. Az incidens után felmentették a hajó parancsnokát, Esther J. McClure-t, mivel a haditengerészet vezetése elvesztette bizalmát a parancsnok vezetési képességeiben.
2007. októberében a sérülések kijavítása után az Arleigh Burke kalózok elleni hadműveletben vett részt Szomália partjainál.
2009-ben ismét Afrika keleti partjaihoz vezényelték, a küldetése során látogatást tett a Seychelle-szigeteken is.
2010-ben megkezdték a hajó teljes korszerűsítését a DDG Modernization program keretén belül a Virginia állambeli Norfolk hajóépítő műhelyben. A korszerűsítés eredményeként a hajó még legalább 2026-ig teljesíthet majd szolgálatot.

## További képek

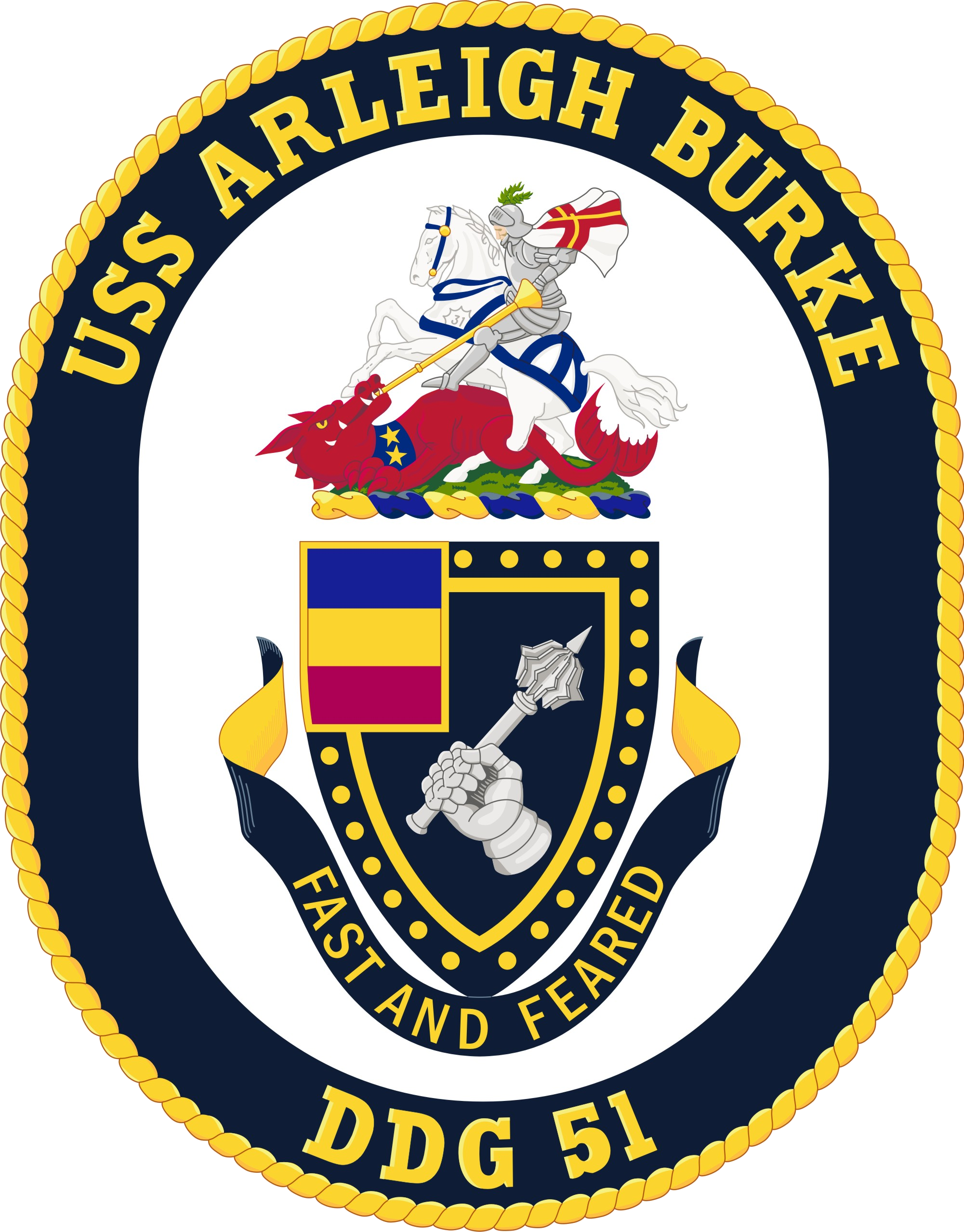
Az Arleigh Burke címere, jelmondata: "Fast and feared".
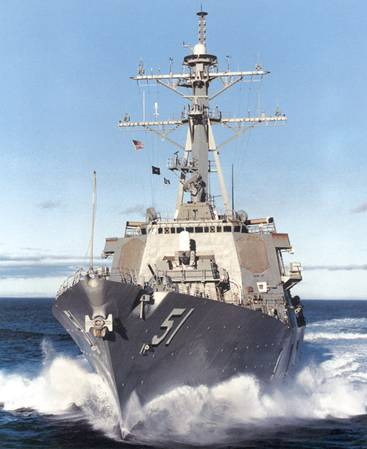
Nagy sebességű próbaúton Maine partjai mentén.
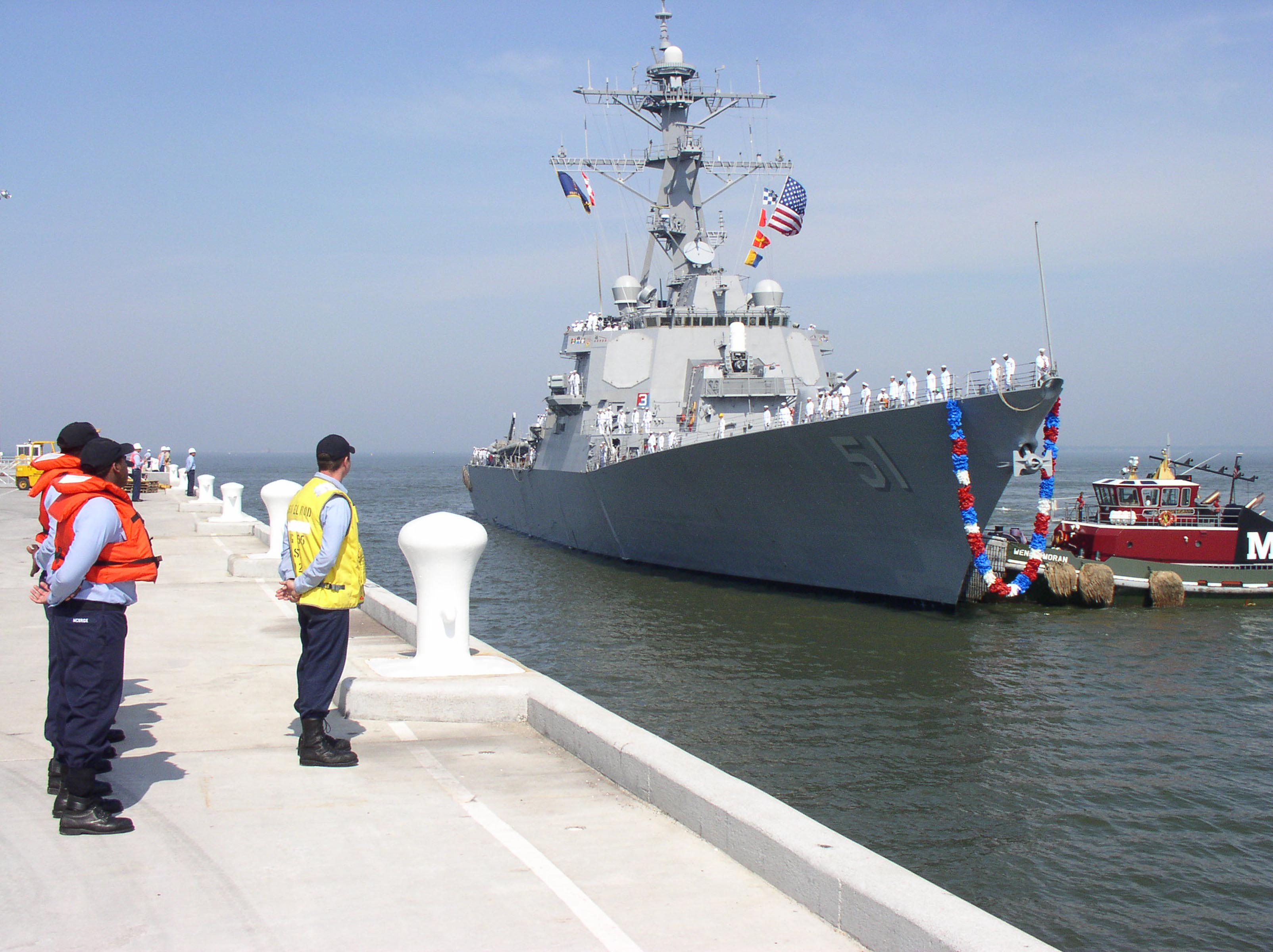
Visszatérés a honi kikötőbe az Enduring Freedom hadművelet után, 2003.
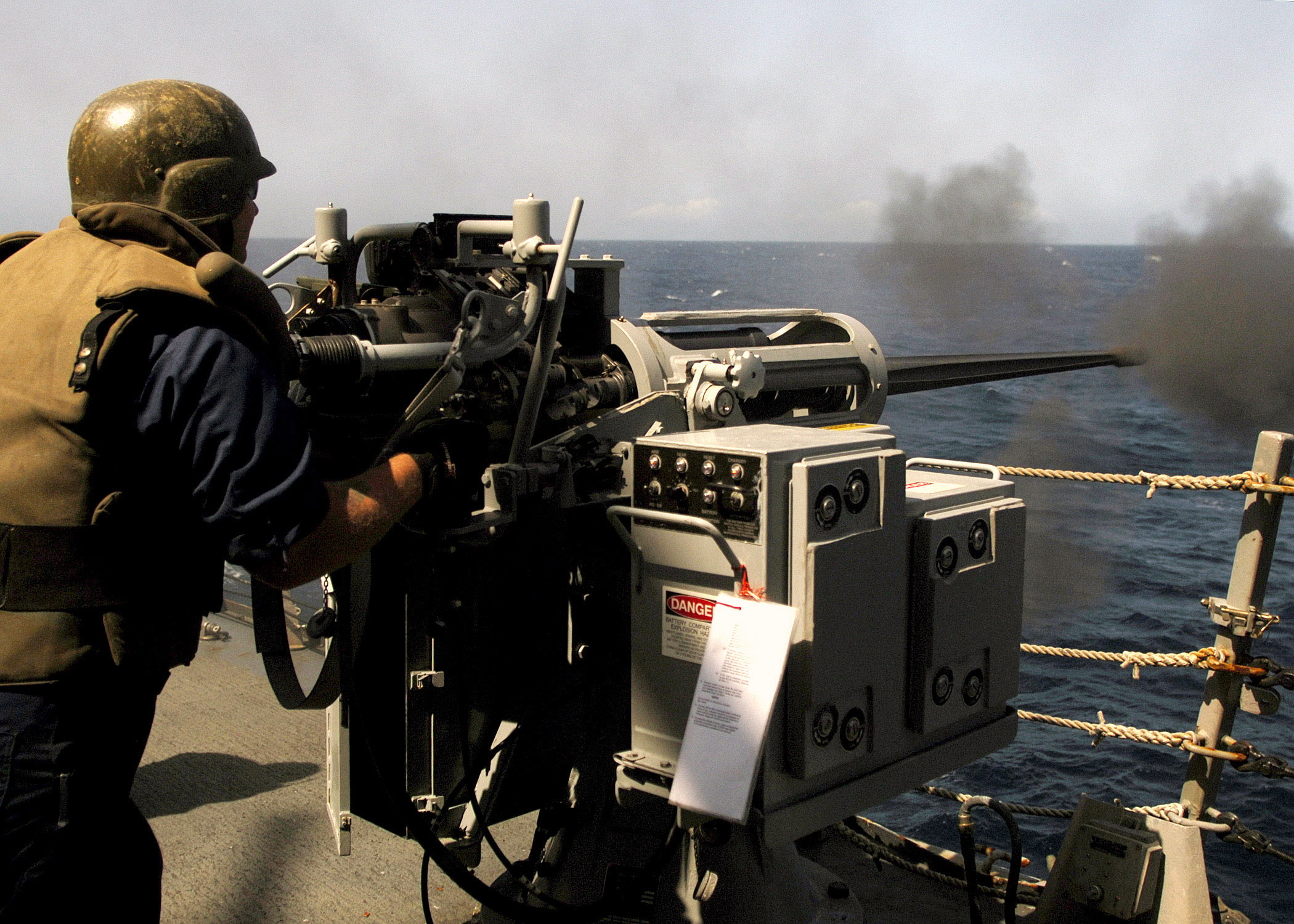
A hajó egyik matróza a 25 mm-es gyorstüzelő ágyúval tüzel egy kiképzési gyakorlat során.
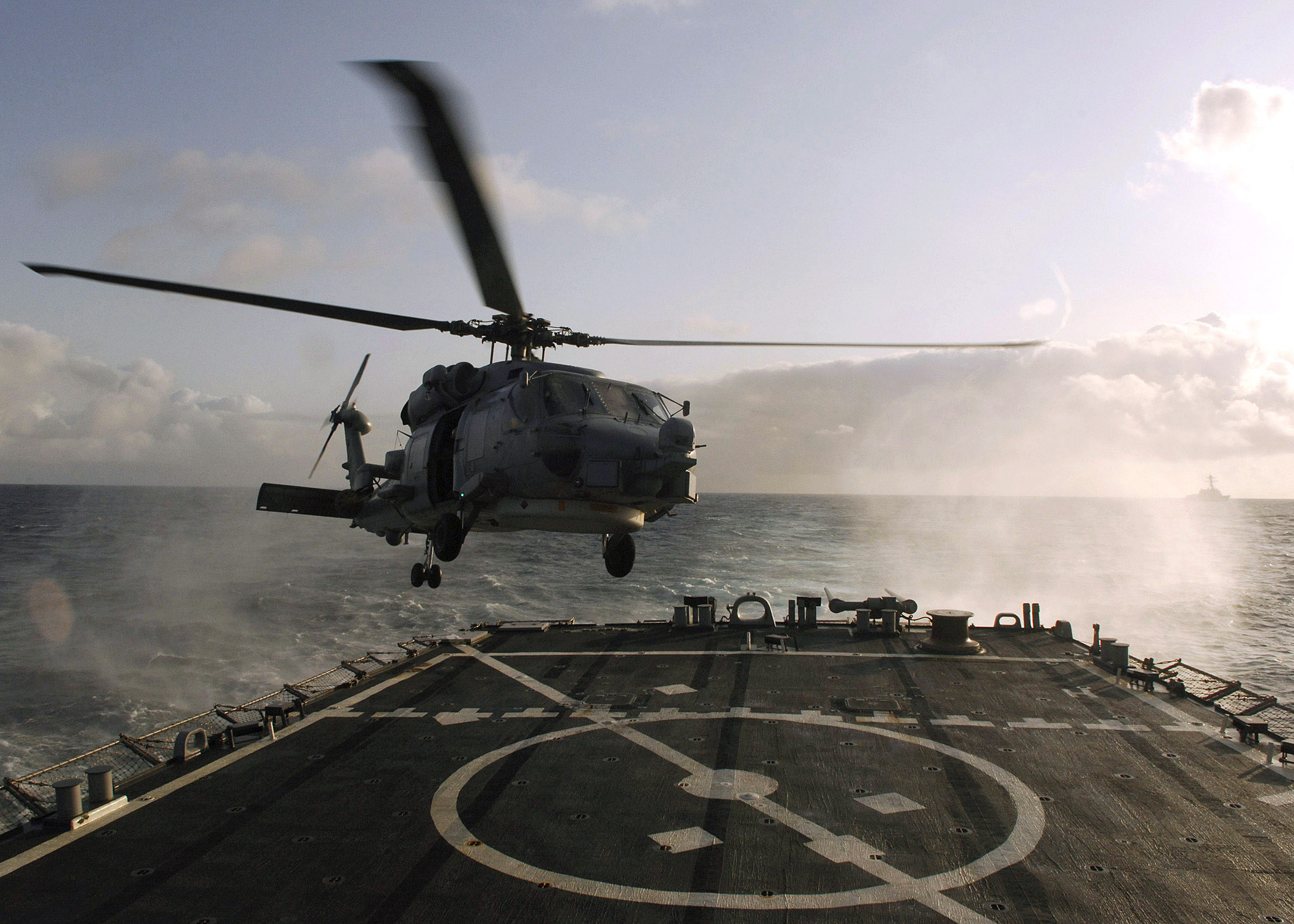
Egy SH–60 Seahawk típusú helikopter száll le a hajó hátsó részén kialakított leszállófedélzetre.
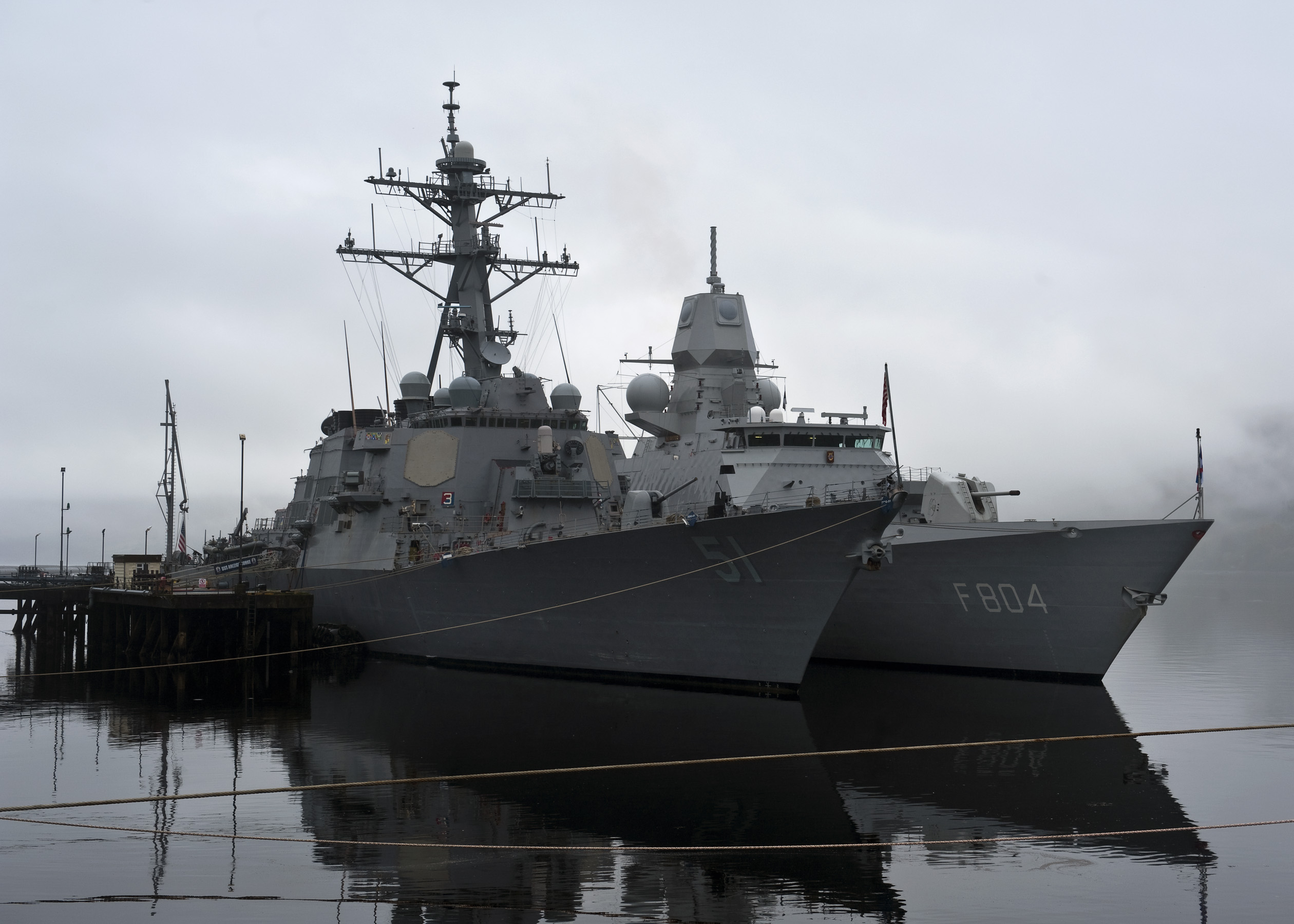
Az USS Arleigh Burke a holland haditengerészet állományába tartozó HNLMS De Ruyter (F804) fregatt mellett, 2011-ben.
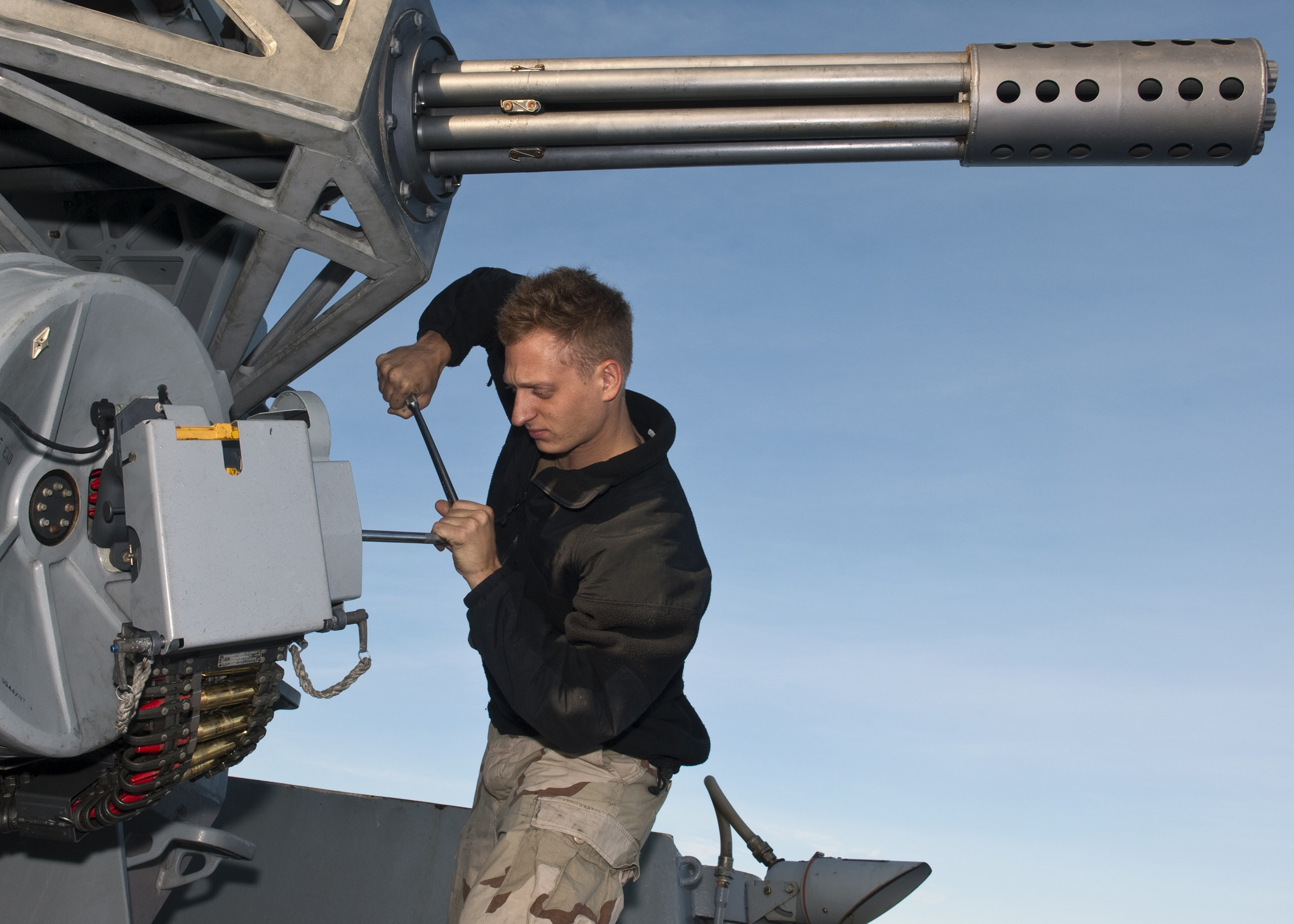
A hajó egyik matróza a Phalanx lokátorirányítású légvédelmi géppuskát készíti fel egy éles lőgyakorlatra.

## Fordítás
- Ez a szócikk részben vagy egészben  az   USS Arleigh Burke (DDG-51) című angol Wikipédia-szócikk ezen változatának fordításán alapul.  Az eredeti cikk szerkesztőit annak laptörténete sorolja fel. Ez a jelzés csupán a megfogalmazás eredetét és a szerzői jogokat jelzi, nem szolgál a cikkben szereplő információk forrásmegjelöléseként.